# Amauropelma gordon
Amauropelma gordon là một loài nhện trong họ Ctenidae.
Loài này thuộc chi Amauropelma. Amauropelma gordon được miêu tả năm 2001 bởi Raven & Stumkat.